# 白草塬镇
白草塬镇，是中华人民共和国甘肃省白银市会宁县下辖的一个乡镇级行政单位。
2015年，甘肃省民政厅批复同意撤销白草塬乡，设立白草塬镇。

## 行政区划
白草塬镇下辖以下地区：
九百户村、二百户村、窟坨村、西坡村、上树儿王村、景家庄村、北刘家村和总堡村。